# Gerardo Núñez

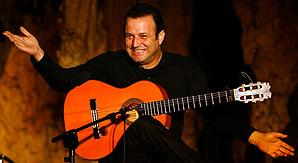
Gerardo Núñez (2009)

Gerardo Núñez Díaz (* 1961 in Jerez de la Frontera) ist ein spanischer Flamenco-Gitarrist. Er ist verheiratet mit der Flamenco-Tänzerin Carmen Cortés.

## Leben und Wirken
Neben Paco de Lucía gilt Gerardo Núñez als einer der wichtigsten moderneren Flamenco-Gitarristen. Seine Spielweise ist virtuos, seine Kompositionen verbinden klassische Flamenco mit Elementen des Jazz und zählen teilweise zu den klassischen Werken des Flamenco Jazz. Er arbeitete zusammen mit Künstlern aus verschiedenen Genres wie Mario Maya und dessen Ensemble, in der Cumbra flamenca, Plácido Domingo, Julio Iglesias, der Band Mecano, dem Kontrabassisten Renaud Garcia-Fons und mit vielen anderen Flamenco-Gitarristen und -Sängern.

## Schallplatten- und CD-Veröffentlichungen
- El gallo azul (1987)
- Flamencos en Nueva York (1989), zugleich eine Show
- Jucal (1994)
- Calima (1999)
- Jazzpaña II (2000, mit Chano Domínguez, Jorge Pardo, Carles Benavent, Renaud Garcia-Fons, Michael Brecker u. a., DE: Gold (German Jazz Award))[1]
- La nueva escuela de la guitarra flamenca (2003, mit verschiedenen jungen Gitarristen)
- Andando el tiempo (2004)
- Travesía (2012)
- Logos (2016, mit Ulf Wakenius)

## Noten-Veröffentlichungen
- Flamenco. El Arte de Gerardo Núñez. Vol. I
- La técnica al servicio del arte. Vol. II
- La Guitarra Flamenca de Gerardo Nuñez, book and DVD. Encuentro Productions